# Магогін Ігор Олександрович
Ігор Олександрович Магогін (рос. Игорь Александрович Магогин; 19 вересня 1981, м. Свердловськ, СРСР) — російський хокеїст, центральний нападник. 
Виступав за «Рубін» (Тюмень), «Супутник» (Нижній Тагіл), «Автомобіліст» (Єкатеринбург), «Югра» (Ханти-Мансійськ), «Лада» (Тольятті), «Сєвєрсталь» (Череповець), «07 Детва».